# Dear Wolf

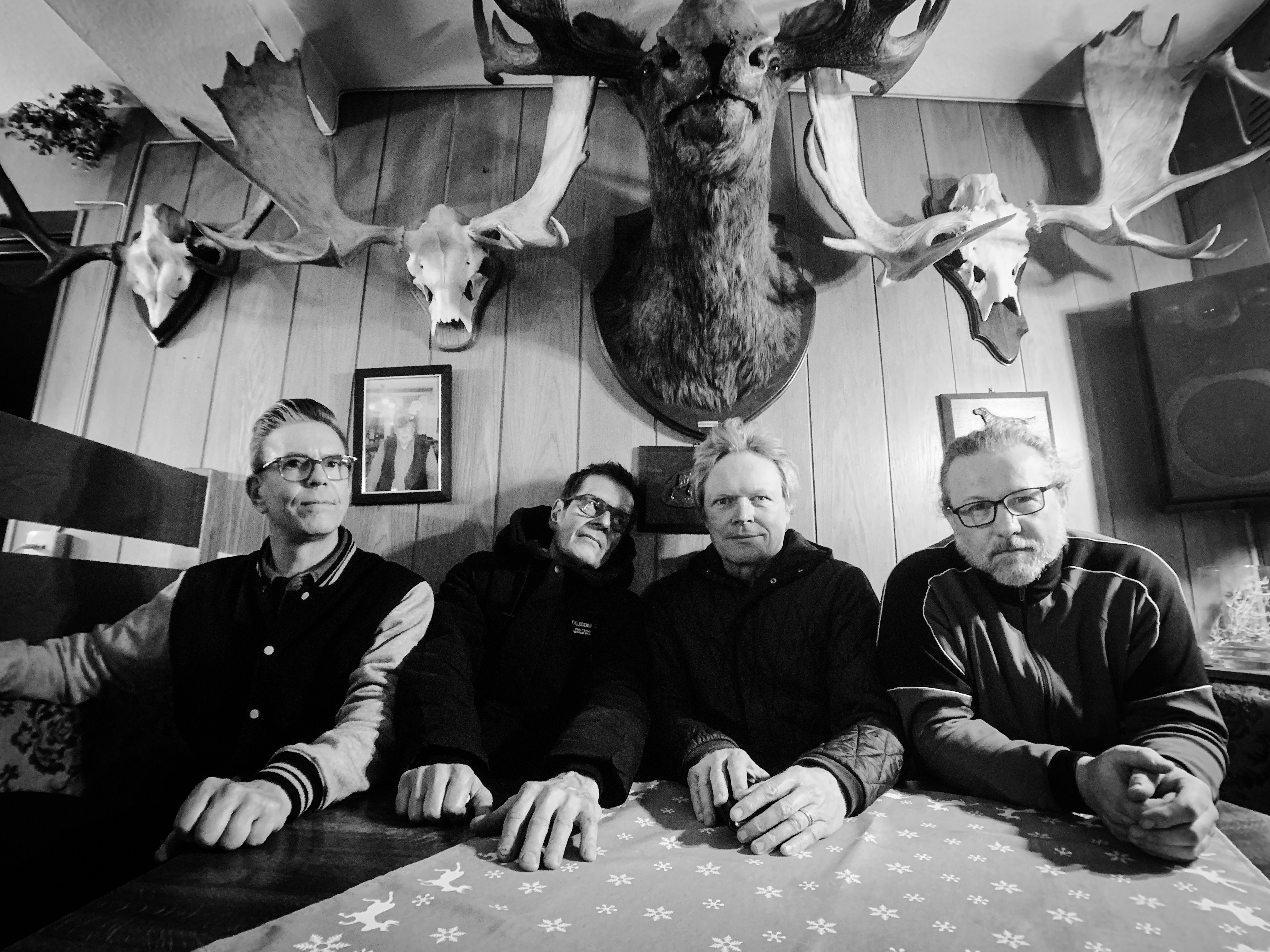
Dear Wolf 2023

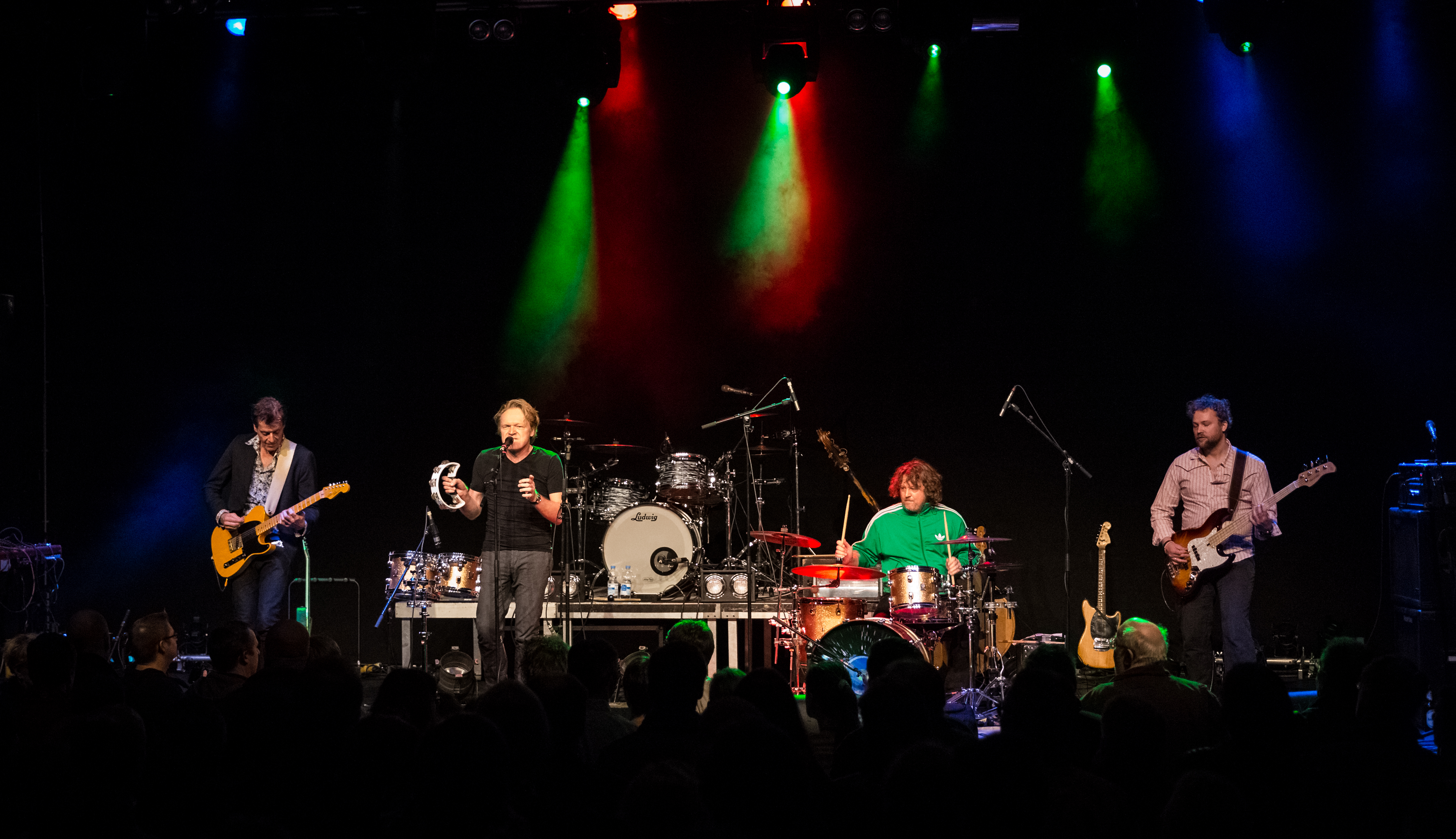
Dear Wolf live in der Kulturfabrik Krefeld 2016

Dear Wolf ist eine Rockband aus Krefeld, die 1988 gegründet wurde.
Zuvor war die Band regional unter dem Namen No Sports aufgetreten.

## Wirken
Die Band spielt Rockmusik mit englischen Texten und Elementen aus Alternative Pop und Rock.
Dear Wolf feierte Anfang der 1990er Jahre Erfolge mit ihren Alben und durch Videoausstrahlungen der Songs Lost und Summertrain über MTV und VIVA.
Aufgrund musikalischer Differenzen war im Jahre 1997 das vorläufige Ende der Band unausweichlich. Anfang 2005 initiierten die beiden Köpfe und Gründungsmitglieder von Dear Wolf, Alexander Classen und Martin Smeets, die Band neu. Mit dem Drummer Oliver Griethe und dem etwas später dazu gestoßenen Bassisten Guido Geerlings komplettierte sich die Band. Nach einer kreativen Pause und einen weiteren Personalwechsel an der Bassgitarre mit Tobias Kirsten, wurde im Jahr 2012 das aktuelle Album Hello Stars veröffentlicht. Die Band wurde für Livekonzerte durch Michael Hoefels am Keyboard zusätzlich verstärkt.
Line-Up ab März 2022: Alexander Classen, Martin Smeets, Oliver Griethe, Oliver Blees

## Stil
In einer Besprechung des 1997er-Albums Laundry wurde eine Stilkorrektur vom „reinen Gitarrenpop“ der Vorgängeralben hin zur „Integration von elektronischen Sounds“ konstatiert. Das wirke „neu aufgesetzt“ und durch „pure Lust am Experimentieren“ sei ein „durchgängig tanzbares Werk“ entstanden, hieß es weiter.

## Diskografie
- 1989: Dear Wolf (LP)
- 1993: Dear Wolf (CD-Wiederveröffentlichung inkl. Bonustracks)
- 1993: La Spezia (CD)
- 1994: Out of Disneyland (CD sowie limitiertes Digipak mit anderem Cover)
- 1997: Laundry (CD)
- 2007: The Falldownstandup (Digipak, Eigenveröffentlichung)
- 2008: The Falldownstandup (CD)
- 2012: Hello Stars! (CD)